# 氏家彦太郎
氏家 彦太郎（うじいえ ひこたろう、明治30年（1897年）2月14日- 昭和57年（1982年）11月30日）は、日本の刀剣鑑定家、（株）松ヶ岡製作所社長、致道博物館理事、日本美術刀剣保存協会評議員、山形県銃砲刀剣登録審査員。栄典は勲五等・瑞宝章。

## 略歴
- 1897年（明治30年） - 氏家孫三郎の長男として鶴岡元曲師町（現・山形県鶴岡市）に生れる。
- 1916年（大正5年） - 荘内中学校（現・山形県立鶴岡南高等学校）卒業
  - 酒田米穀取引所付山居倉庫に就職
- 山居賃貸倉庫（株）常務を兼務
- 1948年（昭和23年） - 同職を辞職
  - （株）松ヶ岡製作所の社長に就任
- 1950年（昭和25年） - 同職を辞職
  - 6月 - 以文会（現・致道博物館）が設立され理事に就任。
- 1951年（昭和26年） - 山形県銃砲刀剣登録審査員
- 1982年（昭和57年） - 死去する。享年85、鶴岡の禅竜寺に墓がある。

## 叙位・叙勲
- 1977年（昭和57年）5月2日 - 勲五等・瑞宝章

## 関係者
- 師：佐藤貫一 - 刀剣研究の権威

## 著書
- 1927年（昭和2年） - 『山居倉庫概要』 酒田米穀取引所

## 親族
- 祖父：氏家直綱 - 庄内藩士、初代西田川郡長
- 伯父：林茂政 - 最後の鶴岡町町長、初代鶴岡市市長、山形県議会議員
- 父：氏家孫三郎
- 従兄：林茂助 - 化学者、理学博士、東京工業大学名誉教授